# Bainbridge (Geórgia)
Bainbridge é uma cidade localizada no estado americano de Geórgia, no Condado de Decatur.

## Demografia
Segundo o censo americano de 2000, a sua população era de 11.722 habitantes.
Em 2006, foi estimada uma população de 12.087, um aumento de 365 (3.1%).

## Geografia
De acordo com o United States Census Bureau tem uma área de
48,9 km², dos quais 45,9 km² cobertos por terra e 3,0 km² cobertos por água. Bainbridge localiza-se a aproximadamente 37 m acima do nível do mar.

## Localidades na vizinhança
O diagrama seguinte representa as localidades num raio de 36 km ao redor de Bainbridge.